# Natalia Permiakova
Natalia Lvovna Permiakova (en russe : Наталья Львовна Пермякова), née le 22 mai 1970 à Apatity, est une biathlète biélorusse d'origine russe. Elle est championne du monde par équipes en 1994 et obtient un podium individuel en Coupe du monde en 1996 à Pokljuka.

## Biographie
Après l'éclatement de l'URSS, elle fait ses débuts dans l'équipe nationale de Biélorussie à la Coupe du monde en 1992-1993 à Pokljuka, où elle se classe treizième et huitième. Juste après, elle participe à ses premiers championnats du monde, y remportant la médaille d'argent dans la course par équipes, avec Natalia Bashinskaya, Natalia Ryzhenkova et Svetlana Paramygina. Un an plus tard, elle remporte son unique titre mondial dans cette même épreuve.
Elle a participé aux Jeux olympiques de 1994, où elle est arrivée septième de l'individuel et sixième avec le relais, puis aux Jeux olympiques de 1998.

## Palmarès

### Jeux olympiques d'hiver
| Épreuve / Édition   | Individuel | Sprint | Relais |
| ------------------- | ---------- | ------ | ------ |
| JO 1994 Lillehammer | 7e         | 38e    | 6e     |
| JO 1998 Nagano      | 41e        | -      | -      |

Légende :
- — : pas de participation à l'épreuve

### Championnats du monde
| Mondiaux \ Épreuve      | individuel     | Sprint         | Poursuite                        | Départ en masse                  | Relais         | Course par équipes               |
| 1993 Borovets           | 15e            | 55e            | Épreuve inexistante à cette date | Épreuve inexistante à cette date | 5e             | Médaille d'argent, monde         |
| 1994 Canmore            | JO Lillehammer | JO Lillehammer | Épreuve inexistante à cette date | Épreuve inexistante à cette date | JO Lillehammer | Médaille d'or, monde             |
| 1995 Antholz Anterselva | 19e            | 8e             | Épreuve inexistante à cette date | Épreuve inexistante à cette date | 11e            | 11e                              |
| 1996 Ruhpolding         | 50e            | 28e            | Épreuve inexistante à cette date | Épreuve inexistante à cette date | 6e             | 4e                               |
| 1997 Osrblie            | 23e            | 52e            | -                                | Épreuve inexistante à cette date | 8e             | 10e                              |
| 2000 Oslo Lahti         | 58e            | 68e            | -                                | -                                | 11e            | Épreuve inexistante à cette date |

Légende :

 : première place, médaille d'or

 : deuxième place, médaille d'argent

 : épreuve inexistante à cette date

— : pas de participation à cette épreuve

### Coupe du monde
- Meilleur classement général : 24e en 1995.
- 1: podium individuel : 1 deuxième place.

#### Classements annuels
| Année | Classement général final |
| 1993  | 34e                      |
| 1994  | 33e                      |
| 1995  | 24e                      |
| 1996  | 26e                      |
| 1997  | 51e                      |

### Championnats d'Europe
- Médaille d'argent du sprint et de l'individuel en 1998.
- Médaille de bronze du relais en 1996.

### Championnats du monde de biathlon d'été (cross)
- Médaille d'or du relais en 1997.
- Médaille d'argent du relais en 1999.